# 中人

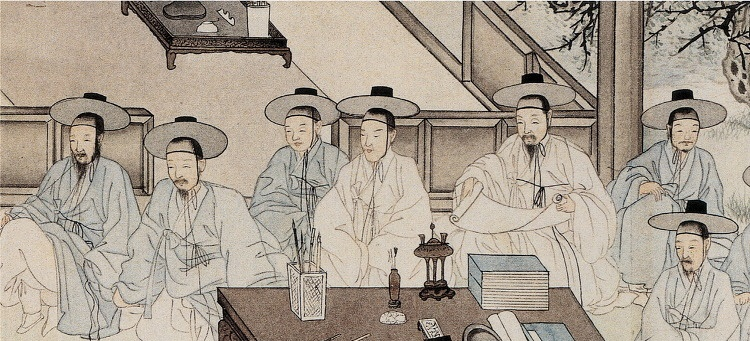
風俗畫中的中人男子

中人，是朝鲜王朝第二等人，包括兩班與良民出身之妾所生的庶子女、商人等，地位在两班之下但在常民之上，常民、白丁、賤民在考取到科舉雜科後成為技術官，亦會升為中人，包括譯科（漢學、蒙學、倭學、女真學）、醫科、陰陽科（天文學、地理學、命科學）、律科，但他們不能參与政治和擔任要職，其後代不能報考儒學和武學兩科，而只能考雜科。中人家族的生活地区是村庄或城市中央，两班家族則在南北。中人只能擔任醫官、鄉吏、胥吏、書題、士官、軍校、驛吏、陰陽官、諏吉官、畫員、寫字官、觀象監員、檢律，他们是朝鲜王朝中下等基層官員負責日常實際工作。